# Atropacarus griseus
Atropacarus griseus är en kvalsterart som först beskrevs av Wojciech Niedbała 1984.  Atropacarus griseus ingår i släktet Atropacarus och familjen Phthiracaridae. Inga underarter finns listade.